# Brais Méndez
Brais Méndez Portela (* 7. Januar 1997 in Mos) ist ein spanischer Fußballspieler, der bei Real Sociedad in der Primera División unter Vertrag steht.

## Karriere

### Verein
Brais Méndez spielte in seiner Kindheit und Jugend bei Sárdoma und bei Santa Mariña, ehe er 2010 in die Jugend des FC Villarreal aufgenommen wurde. 2012 wechselte er zu Celta Vigo und durchlief dort die übrigen Jugendmannschaften. Ab 2014 kam er zudem auch in der B-Mannschaft des Vereins zum Einsatz. Zur Saison 2017/18 rückte Méndez zur ersten Mannschaft des Vereins auf. Dort debütierte er am 21. September 2017 gegen den FC Getafe in der Primera División und konnte sich ab dem Ende der Spielzeit als regelmäßiger Startelfspieler durchsetzen. In den folgenden Jahren konnte er seinen Status als Stammspieler behaupten und bestritt bis zum Ende seiner fünften Spielzeit mit der Herrenmannschaft 2021/22 insgesamt 166 Pflichtspiele für den Verein, in welchen dem Mittelfeldspieler insgesamt 22 Tore gelangen.
Im Sommer 2022 wechselte er innerhalb der Liga zu Real Sociedad San Sebastián, bei dem er sich in der Folge ebenfalls als Stammspieler durchsetzen konnte.

### Nationalmannschaft
Brais Méndez stand zwischen 2014 und 2015 für die spanische U17- und die U18-Auswahl auf dem Platz. 2018 bestritt er zwei Spiele für die U21-Nationalmannschaft.
Am 18. November 2018 feierte Mendez im Testspiel gegen Bosnien sein Debüt für die spanische A-Nationalmannschaft und erzielte dort mit dem Siegtreffer zum 1:0 auch direkt sein erstes Länderspieltor. Anschließend wurde er in der Nationalmannschaft zunächst fast drei Jahre lang nicht mehr berücksichtigt, ehe er von September bis November 2021 noch drei weitere Länderspiele bestritt. Seitdem wurde er bislang nicht mehr in die Auswahl berufen.